# Copa de Sierra Leone de futbol
La copa de Sierra Leone de futbol (Sierra Leone FA Cup) és la màxima competició futbolística per eliminatòries de Sierra Leone i segona en importància després de la lliga. És organitzada per la Sierra Leone Football Association. Fou creada l'any 1962.

## Historial
Font:
- 1962: Kenema district
- 1963-64: East End Lions
- 1964-65: Blackpool (Freetown)

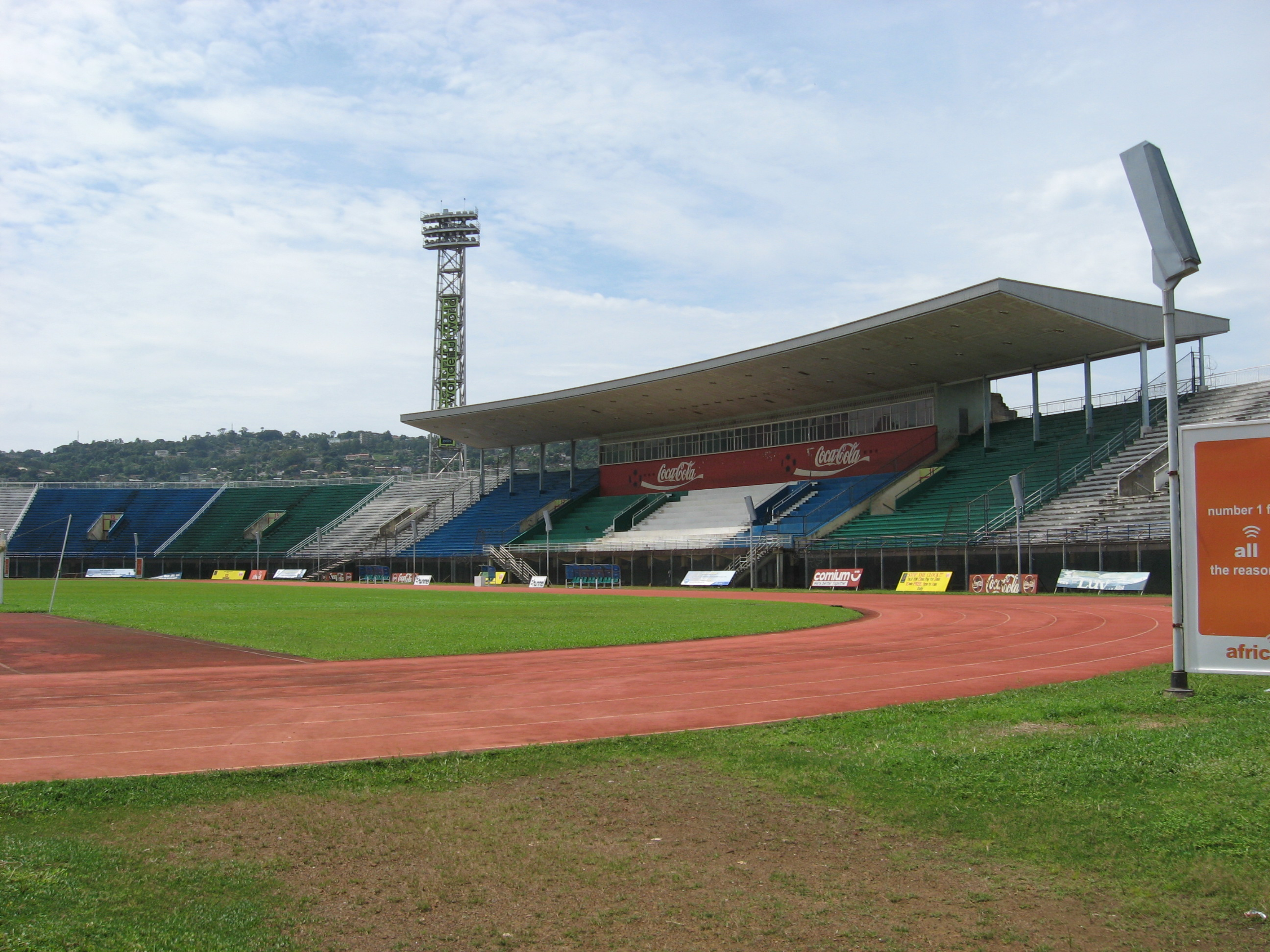
Estadi Nacional de Freetown, seu de gairebé totes les finals.

- 1965-66: Old Edwardians (Freetown)
- 1966-67: Blackpool (Freetown)
- 1967: King Tom Rovers
- 1968-69: Bo district
- 1969-70: Blackpool (Freetown)
- 1970-71: Port Loko district
- 1971-72: Kono district
- 1972-73: East End Lions (Freetown)
- 1973-74: Ports Authority (Freetown)
- 1974-75: East End Lions (Freetown)
- 1975-76: Desconegut
- 1976-77: Abandonat
- 1977-78: Port Loko district
- 1978-79: Wusum Stars (Bombali)
- 1979-80: Bombali district
- 1980-81: Real Republicans (Freetown)
- 1981: Desconegut
- 1982: No es disputà
- 1983: Desconegut
- 1984: Desconegut
- 1985: Kamboi Eagles (Kenema)
- 1986: Real Republicans (Freetown)
- 1987: Desconegut
- 1988: Mighty Blackpool (Freetown)
- 1989: East End Lions (Freetown)
- 1990: Ports Authority (Freetown)
- 1991: Ports Authority (Freetown)
- 1992: Diamond Stars (Kono)
- 1993: Desconegut
- 1994: Mighty Blackpool (Freetown)
- 1995-99: Desconegut
- 2000: Mighty Blackpool (Freetown)
- 2001: Old Edwardians (Freetown)
- 2002: No es disputà
- 2003: FC Kallon (Freetown)
- 2004: Ports Authority (Freetown)
- 2005: Old Edwardians (Freetown)
- 2006: FC Kallon (Freetown)
- 2007-13: No es disputà
- 2014: Kamboi Eagles FC (Kenema)[2]
- 2015: No es disputà
- 2016 : FC Johansen (Freetown)[3]
- 2017-18: No es disputà